# Веб-серија
Интернет серија представља играну серију која се објављује путем интернета, те представља један сегмент брзо растућег медија интернет телевизије. 
Године 2013. компанија Нетфликс освојила је прве номинације за "Еми награду" за интернет серије: Кућа од карата (House of Cards), Ометени у развоју (Arrested Development) и Хемлок Гроув (Hemlock Grove).